# Frances Nautu
Frances Auva'a Nautu (* 27. Mai 2000) ist eine amerikanisch-samoanische Beachhandballspielerin.

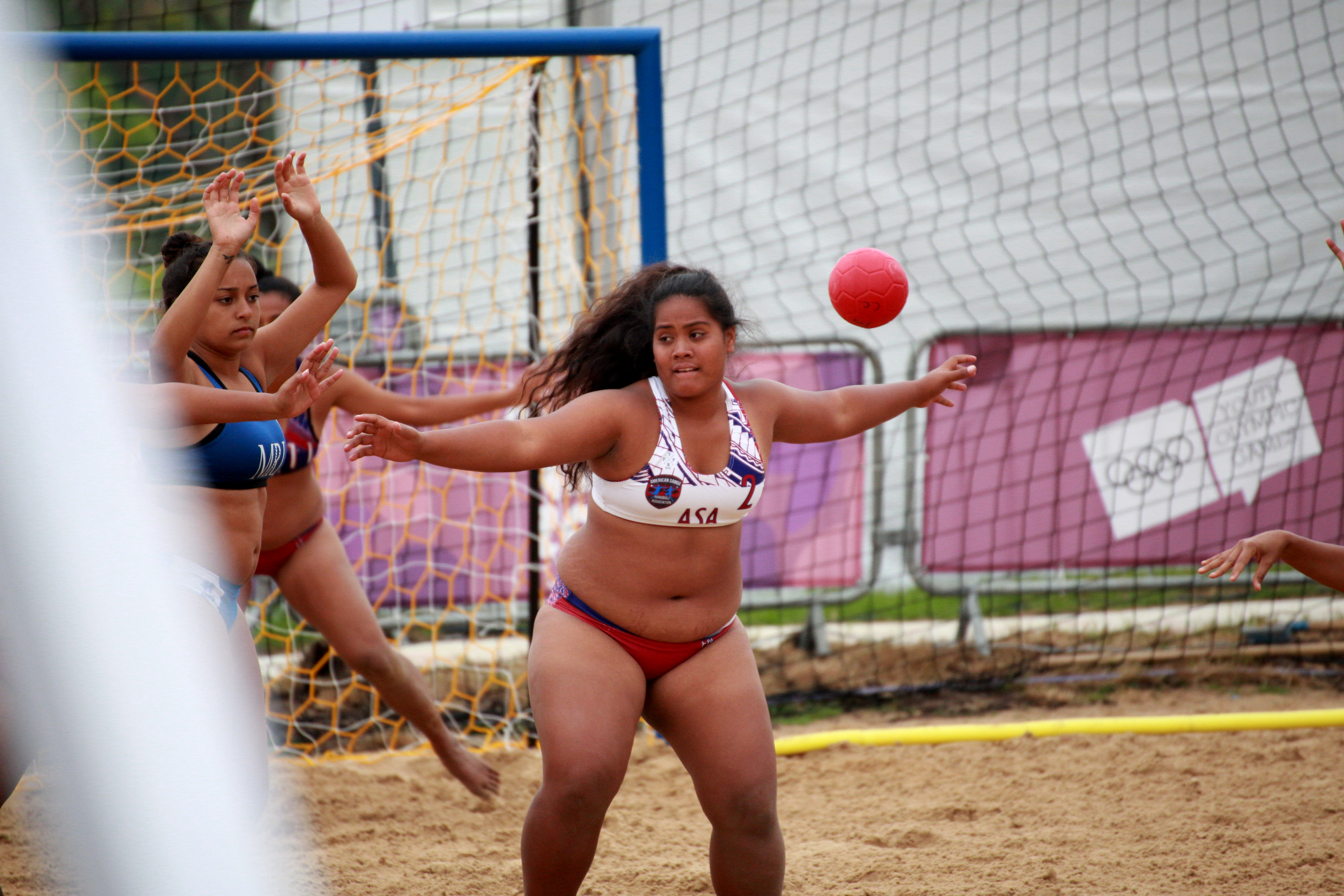
Frances Nautu in der Abwehr beim Spiel um den 11. Platz gegen Mauritius bei den Olympischen Jugendspielen 2018

Frances Nautu startet für die Nighthawks Ili'ili. Die defensive Flügelspielerin gehört zur Gründergeneration des Handballs, insbesondere des Beachhandballs, in Amerikanisch-Samoa. Sie gehörte zum Kader ihres Verbandes, der bei den U-17-Ozeanienmeisterschaften im Beachhandball gegen das favorisierte australische Team den Titel gewann und sich damit für die Olympischen Jugend-Sommerspiele 2018 qualifizierte. Dabei wurde ihre Leistung in der Defensive ausdrücklich positiv hervorgehoben; auch aufgrund dieser Leistung konnte ihre Mannschaftskameradin Stephanie Floor zur erfolgreichsten und besten Spielerin des Turniers werden. Auch in Buenos Aires gehörte sie zum Kader, der den elften Platz belegte.
Nautu ist Certified Nursing Assistant und seit Mai 2021 Mutter einer Tochter.

## Einzelbelege
1. ↑  U17 Beach Handball Boys claim gold and Girls sliver at Oceania Champs (Memento vom 3. März 2019 im Internet Archive) (englisch)
2. ↑  Our beach handball team to Argentina 2018 (englisch)
3. ↑  Female Athlete of 2017 (englisch)
4. ↑  Detaillierte Statistik der Olympischen Jugendspiele (Memento vom 15. Oktober 2018 im Internet Archive) (englisch)
5. ↑  Anmeldung • Instagram. Abgerufen am 24. Mai 2021.
6. ↑  Anmeldung • Instagram. Abgerufen am 24. Mai 2021.

| Personendaten    | Personendaten                                   |
| ---------------- | ----------------------------------------------- |
| NAME             | Nautu, Frances                                  |
| ALTERNATIVNAMEN  | Nautu, Frances Auva'a (vollständiger Name)      |
| KURZBESCHREIBUNG | amerikanisch-samoanische Beachhandballspielerin |
| GEBURTSDATUM     | 27. Mai 2000                                    |